# Егоровка (Криничанский район)
Егоровка (укр. Єгорівка) — село, Проминьский сельский совет, Криничанский район, Днепропетровская область, Украина.
Код КОАТУУ — 1222088607. Население по переписи 2001 года составляло 114 человек.

## Географическое положение
Село Егоровка находится в 1 км от левого берега реки Грушевка, выше по течению на расстоянии в 2 км расположено село Березноватовка (Солонянский район), ниже по течению на расстоянии в 4 км расположено село Грушевка, на противоположном берегу — село Межевое (Солонянский район). На расстоянии в 0,5 км расположено село Владимировка.